# بيركهولدرية مشعشعة
بيركهولدرية مشعشعة (الاسم العلمي: Burkholderia heleia) هي نوع من البكتيريا، سلبية الغرام، تتبع جنس البيركهولدرية.